# Резніченко Костянтин Федорович
Костянтин Федорович Резніченко (16 травня 1910, місто Варшава, Російська імперія, тепер Республіка Польща — 10 липня 1979, місто Дрогобич Львівської області) — радянський партійний діяч, секретар Дрогобицького обкому КП(б)У, 2-й секретар Тувинського обкому КПРС. Депутат Дрогобицької обласної ради 3-го скликання.

## Життєпис
Народився в родині робітника. Після переїзду батьків у село Теремківку на Сумщині навчався у місцевій семирічній школі, яку закінчив у 1923 році. У 1930 році закінчив Владикавказький сільськогосподарський технікум.
З 1930 року працював агрономом Лебединської машинно-тракторної станції на Сумщині, був на відповідальній роботі в сільськогосподарських органах Сумської області.
Член ВКП(б) з 1941 року.
У 1942—1944 роках — в Червоній армії, учасник німецько-радянської війни.
У 1944 році працював заступником голови виконавчого комітету Балаклійської районної ради депутатів трудящих Харківської області. У 1944—1945 роках — інструктор Харківського обласного комітету КП(б)У. У 1945—1946 роках — 2-й секретар Балаклійського районного комітету КП(б)У Харківської області.
У 1946—1948 р. — слухач дворічної Республіканської партійної школи при ЦК КП(б)У в Києві.
У 1948—1950 роках — 1-й секретар Старосалтівського районного комітету КП(б)У Харківської області.
У 1950—1951 роках — 1-й секретар Миколаївського районного комітету КП(б)У Дрогобицької області.
У жовтні 1951 — вересні 1952 року — секретар Дрогобицького обласного комітету КП(б)У.
20 вересня 1952 — січень 1953 року — заступник голови виконавчого комітету Дрогобицької обласної ради депутатів трудящих.
У 1952—1953 роках — відповідальний працівник апарату ЦК КПРС.
У 1953—1958 роках — 2-й секретар Тувинського обласного комітету КПРС.
У 1959 році працював головою виконавчого комітету Самбірської районної ради депутатів трудящих Дрогобицької області.
У 1959—1962 роках — 1-й секретар Добромильського районного комітету КПУ Львівської області. У 1961 році закінчив заочно Вищу партійну школи при ЦК КПРС у Москві.
У 1962—1963 роках — парторг Львівського обласного комітету КПУ по Дрогобицькому територіальному колгоспно-радгоспному управлінню Львівської області.
У 1963—1969 роках — в апараті Дрогобицького районного комітету КПУ Львівської області. У 1969—1975 роках — заступник голови правління Дрогобицької районної спілки споживчої кооперації з кадрів.
З 1975 року — на пенсії в місті Дрогобичі Львівської області.

## Нагороди
- орден «Знак Пошани»
- 6 медалей